# 蒙哈尔丁大镇
蒙哈尔丁大镇（西班牙語：Villamayor de Monjardín）是西班牙纳瓦拉的一个市镇。总面积11平方公里，总人口134人（2001年），人口密度12人/平方公里。